# La Partie de dés
Pour plus de détails, voir Fiche technique et Distribution.
La Partie de dés (en sanskrit : प्रपञ्च पाश, Prapancha Pash, trad. litt. : Tricherie aux dés) est un film muet germano-britannico-indien de 1929 réalisé par Franz Osten. Venant après  Prem Sanyas (1925) et Shiraz (1928), Prapancha Pash est le troisième volet du triptyque d'Himanshu Rai consacré aux religions indiennes. Le scénario, basé sur une nouvelle de Niranjan Pal, s'inspire de l'épisode du jeu de dés du livre II de l'épopée indienne du Mahabharata au cours duquel les Pandava perdent tout, y compris Draupadi, leur épouse commune.
Réalisé comme une féerie orientaliste, Prapancha Pash raconte la lutte de deux maharajas indiens pour le pouvoir et la femme qu'ils aiment.

## Synopsis
Le roi Sohat (Himanshu Rai) tente de profiter d'une chasse au tigre pour tuer son rival et cousin, le roi Ranjit (Charu Roy). Feignant un accident de chasse, Kirkbar (Modhu Bose), l'homme de confiance de Sohat, décoche une flèche empoisonnée qui blesse gravement Ranjit. On amène précipitamment le roi mourant dans la hutte d'un ermite (Sarada Gupta) qui habite non loin de là avec sa fille Sunita (Seeta Devi). Pendant qu'on s'affaire autour du blessé, Sohat tout comme Kirkbar sont attirés par la jeune femme qui se refuse obstinément à eux. Ranjit était à l'article de la mort, mais contre toute attente, le vieil homme parvient à lui sauver la vie. Au cours de sa convalescence, le roi et Sunita tombent amoureux l'un de l'autre. Ranjit veut épouser Sunita mais l'ermite refuse de lui donner sa main de sa fille car le roi est fanatique du jeu. Aussi, dès qu'il est rétabli, Ranjit et Sunita s'enfuient pour vivre leur amour.
Kirkbar profite de leur escapade pour tuer l'ermite en faisant croire que le crime a été commis par Ranjit. La nouvelle de la mort de son père parvient à Sunita qui quitte Ranjit sur le champ et accepte enfin l'invitation de Sohat. Ayant accompli les basses œuvres de son maître, Kirkbar réclame son dû. La réponse est immédiate: un cobra est placé dans son lit et le mord le soir-même. Kirkbar avoue le meurtre de l'ermite dans un dernier cri avant de trépasser. Raghunath (Tincory Chakrabarty), le chancelier de Ranjit, ramène Sunita à son amant.
Sohat ne s'avoue pas vaincu pour autant. Il imagine un plan machiavélique pour s'approprier à la fois le royaume et la femme de son cousin. Il va tout gagner au cours d'une partie de dés à laquelle Ranjit ne saura pas résister.

## Fiche technique
- Titre : La Partie de dés
- Titre original : Prapancha Pash (sanskrit : प्रपञ्च पाश)
- Titre original en anglais : A Throw of Dice - A Romance of India by Niranjan Pal
- Titre original en allemand : Schicksalswürfel
- Réalisation : Franz Osten
- Assistant réalisateur : Alan Campbell
- Scénario : Max Jungk et W.A. Burton d'après la nouvelle éponyme de Niranjan Pal[3]
- Photographie : Emil Schünemann
- Décors : Promode Rai
- Production : British Instructional Films, UFA et Himansu Rai Film
- Musique : Willy Schmidt-Gentner (partition créée pour la sortie allemande)
- Format : Noir et blanc - Muet
- Genre : Film dramatique
- Durée : 76 minutes[1]
- Dates de sortie :
  - Allemagne  République de Weimar : 16 août 1929 (Avant-première à l'Universum à Berlin)[4]
  - Inde britannique : 1929
  - Royaume-Uni : octobre 1929 (présentation privée à Londres d'une version sonorisée)[5]
- Date de sortie : 12 mars 1929 4 janvier 1930

## Distribution
- Himanshu Rai : le roi Sohat
- Charu Roy : le roi Ranjit
- Seeta Devi : Sunita
- Modhu Bose : Kirkbar, l'homme de confiance du roi Sohat
- Sarada Gupta : Kanwa, l’ermite, père de Sunita
- Tincory Chakrabarty : Raghunath, chancelier du roi Ranjit
- Lala Bijoykishen : Beerbal, fils de Raghunath

## Production
Prapancha Pash est produit et réalisé en 1929 dans la continuité de Shiraz. Pour ce film encore plus ambitieux que ses deux précédents, Himanshu Rai a obtenu le concours des maharajas de Jaipur, Udaipur et Mysore. Cela lui a permis non seulement d'utiliser de somptueux palais princiers, mais aussi d'aligner une armée de 10 000 figurants en costume, des dizaines de chevaux, des éléphants et même des tigres. La UFA qui n'assurait que la distribution de Shiraz est coproducteur à part entière du film, en remplacement d'Emelka Film alors en perte de vitesse. Les deux autres parties de cette coproduction internationale sont à nouveau assurées par Harry Bruce Woolfe pour la British Instructional Films et par Himanshu Rai lui-même pour sa société Himansu Rai Films. Franz Osten le réalisateur, et Emil Schünemann le cameraman, sont à nouveau engagés pour coucher ce drame indien sur pellicule. Peut-être plus encore que pour Shiraz, le public visé est principalement occidental comme le montre le baiser dans le crépuscule du dernier plan. Mais le souci d'authenticité est toujours un des éléments principaux de cette production, et la distribution est intégralement composée d'acteurs indiens.
Comme les deux autres films de la trilogie, Prapancha Pash a été tourné intégralement en décors naturels en Inde, ici plus particulièrement au Rajasthan. Il donne l'occasion de voir Pushkar, le lac Pichola et le Jag Mandir, l'Ajmer Sharif Dargah ainsi que les montagnes et les cascades de l'État. Promode Rai, crédité sous le nom de Promode Nath, le cousin d'Himanshu Rai, est le décorateur du film. Il est assisté de Devika Rani qui épousera Himanshu Rai à l'issue du tournage.
L’engouement du public pour le cinéma parlant incite ses auteurs à sonoriser Prapancha Pash. Comme pour Shiraz avant lui, des effets sonores sont ajoutés au film qui avait été tourné muet. Cette version, présentée lors d'une projection privée à Londres en octobre 1929 était synchronisée à l'aide de disques Breusing.

## Accueil
Comme ses deux prédécesseurs, Prapancha Pash jouit d'une sortie internationale. Le film bénéficie d'une large couverture dans la presse comme deux pleines pages ornées de photographies dans l'hebdomadaire Film-Magazin. La critique allemande est élogieuse vantant le réalisme du film. La presse américaine en revanche est moins enthousiaste critiquant le jeu artificiel des acteurs. Tous s'accordent cependant sur la magnificence des décors et les moyens considérables mis en œuvre. Même s'il souffre à sa sortie d'être un film muet, il reste de longues semaines à l'affiche en Europe et en Amérique du Nord. Il passe par contre totalement inaperçu en Inde.

## Versions
Au moins deux versions de Prapancha Pash ont été produites. La version originale indienne avait une longueur de 7 630 pieds. La version allemande présentée à la censure en août 1929 avait une longueur de 8 278 pieds. Le film est préservé par plusieurs cinémathèques dont le British Film Institute (BFI) depuis 1945, et le National Film Archive of India à Pune qui maintient une version de 6 694 pieds seulement.

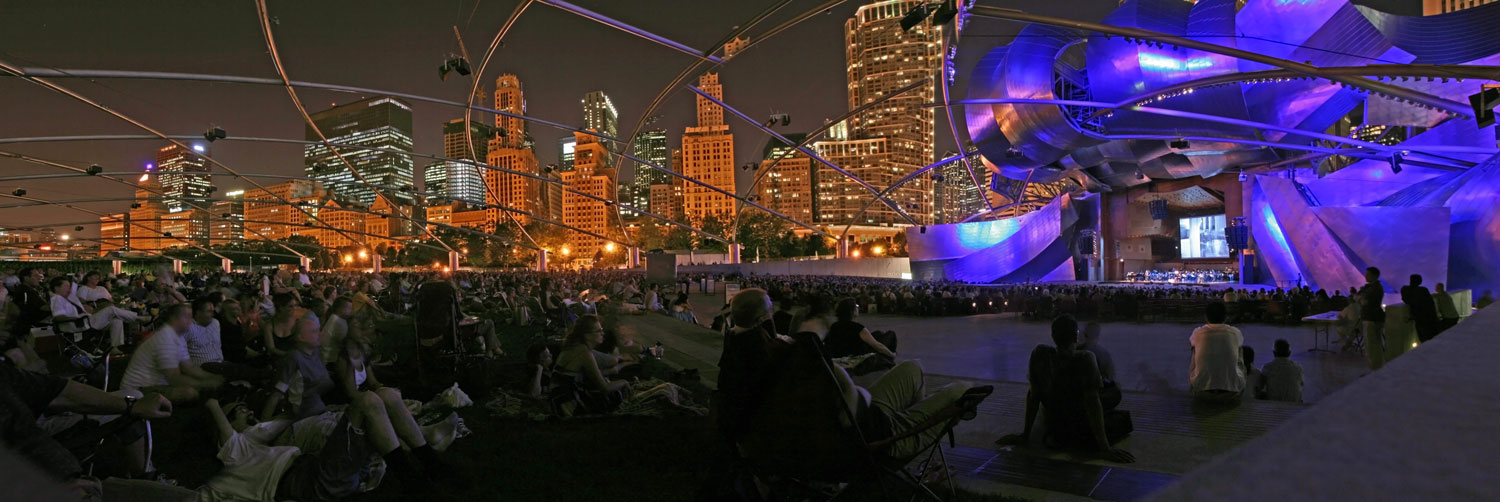
Première américaine de la version restaurée du film au Grant Park Music Festival à Chicago en 2008 avec un arrangement musical original par le multi-instrumentiste Nitin Sawhney sous la direction du chef invité Stephen Hussey.

En 2006, le film est restauré numériquement par le British Film Institute à l'occasion du soixantième anniversaire de l'indépendance indienne et sorti en salles à partir 31 août 2007 avec une nouvelle partition orchestrale du compositeur britannico-indien Nitin Sawhney. Il a également été projeté le 13 juin 2008 au Festival Luminato à Toronto ainsi que le 30 juillet 2008, au Grant Park Music Festival au Pavillon Jay Pritzker à Chicago.